# Agricultura vegana orgánica
La agricultura vegana orgánica  es la  producción orgánica de alimentos y otros cultivos evitando en lo posible la explotación o daño de cualquier animal. 
El veganismo en la agricultura y en las granjas, emplea métodos que no utilizan productos derivados animales tales como la harina de sangre, productos de pescado, harina de huesos, heces, u otra materia de origen animal, debido a que la producción de estos materiales  se considera que daña directamente a los animales o está asociada con la explotación y el consiguiente sufrimiento de los animales.
Algunos de estos materiales son subproductos de cría de animales, creados durante el proceso de la cría de animales para la producción de carne, leche, pieles, entretenimiento, trabajos o compañía, situación que la mayoría de los veganos encuentran inaceptable.

## Tipos de agricultura vegana

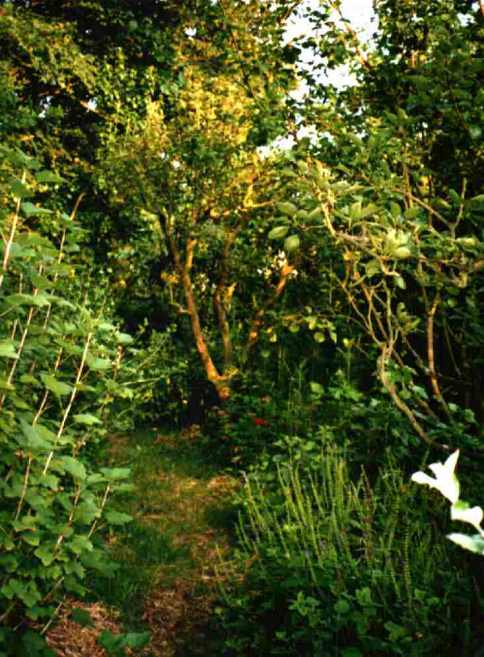
Foto del jardín forestal de Robert Hart por Graham Burnett

### Jardinería forestal
La jardinería forestal es un sistema de producción de alimentos orgánicos hecho totalmente a base de plantas y basado en los ecosistemas forestales, incorporando árboles frutales y de frutos secos, arbustos, hierbas, vides y vegetación perenne. Haciendo uso de la asociación de cultivos, estos pueden ser entremezclados para que los cultivos crezcan en una sucesión de capas, para así imitar un hábitat de bosque. La jardinería forestal puede ser vista como una manera de recrear el Jardín del Edén. Los tres productos principales de un jardín forestal son las frutas, los frutos secos y la verdura de hoja verde.
Robert Hart (horticultor) adaptó la jardinería forestal a las zonas templadas durante la década de 1960. Comenzó con una pequeña granja convencional en Wenlock Edge en Shropshire. Sin embargo, después de adoptar una dieta crudivegana por razones de salud y personales, Hart reemplazó sus animales de granja por plantas. Creó un modelo de jardín forestal a partir de un pequeño huerto de su granja y pretendía nombrar su método de jardinería horticultura ecológica o cultivo ecológico. Más tarde, cayó en la cuenta de la importancia de estos términos cuando descubrió que la agroforestería y los jardines forestales ya estaban siendo utilizados para describir sistemas similares en otras partes del mundo.

### Permacultura vegana
La permacultura vegana (también conocida como veganicultura o vegacultura) evita el uso de animales domesticados. Es esencialmente lo mismo que la permacultura, excepto por la adición de un cuarto valor central: la "preocupación por los Animales". Zalan Glen, un escritor vegano, propone que la permacultura vegana debe surgir de la permacultura de la misma manera que el veganismo surgió del vegetarianismo en 1940. La permacultura vegana reconoce la importancia de que los animales vivan en libertad, no como animales domésticos, para crear un ecosistema equilibrado.

### Horticultura vegana
El método de horticultura vegana es un sistema distinto desarrollado por Rosa Dalziell O'Brien, Kenneth Dalziel O'Brien y May E. Bruce, aunque el término fue acuñado originalmente por Geoffrey Rudd como una contracción de orgánico vegetal para "denotar una clara distinción entre los sistemas convencionales basados en productos químicos y los orgánicos basados en abonos animales". El principal argumento del sistema O'Brien es que los abonos animales son perjudiciales para la salud del suelo en lugar de que su uso implique la explotación y la crueldad hacia los animales. 
El sistema emplea técnicas muy específicas, incluyendo la adición de paja y otros residuos vegetales al suelo con el fin de mantener la fertilidad del mismo. Los agricultores siguen empleando el sistema de cubrir el suelo con mantillo y emplean técnicas de cultivo de superficie que evitan la compactación del suelo utilizando cualquier tipo de azada manual de mango corto y hoja ancha. Se arrodillan cuando en la superficie del suelo hay un cultivo mediante la colocación de una placa debajo de sus rodillas para dirigir hacia fuera la presión y evitar la compactación del suelo. Kenneth Dalziel O'Brien publicó una descripción de su sistema en el  Horticultura vegana, el Sistema Alternativo de Cultivos saludables :

El método vegano de desbrozar tierras muy infestadas es aprovechar la tendencia de una planta a desplazar sus raíces más cerca de la superficie del suelo cuando está privada de luz. Para hacer uso de este principio, ayudado por un proceso de descomposición del crecimiento superior de las malas hierbas, etc., es necesario someter dicho crecimiento al calor y la humedad para acelerar la descomposición, y esto se hace aplicando cal, luego una cubierta de paja pesada, y luego el activador de abono de hierbas...Se requiere lo siguiente: Suficiente paja nueva para cubrir un área a despejar a una profundidad de 3 a 4 pulgadas.

El método O'Brien también aboga por una mínima alteración del suelo mediante la labranza, el uso de cultivos de cobertura y abonos verdes, la creación de camas elevados permanentes y senderos permanentes de asfalto entre ellos, la alineación de las camas a lo largo de un eje norte-sur, y la siembra en filas dobles o más, de modo que no todas las filas tengan un sendero a ambos lados. El uso de estiércol animal está prohibido.

## Prácticas
La fertilidad del suelo se mantiene mediante el uso de abonos verdes, cultivos de cobertura, materia vegetal compostada y minerales. Algunos jardineros veganos pueden complementar esto con orina humana de veganos (que proporciona nitrógeno) y "humanure" de veganos, producido a partir de inodoros de compostaje. Generalmente sólo se utilizan residuos de veganos debido a la recomendación de los expertos de que los riesgos asociados con el uso de residuos compostados son aceptables sólo si los residuos son de animales o humanos que tienen una dieta mayormente herbívora.
Los agricultores veganos pueden preparar los suelos para su cultivo con el mismo método utilizado por los agricultores convencionales y orgánicos, que consiste en romper la tierra con herramientas de mano y algunas herramientas eléctricas y permitir que las malas hierbas se descompongan.